# 207661 Hehuanshan
207661 Hehuanshan è un asteroide della fascia principale. Scoperto nel 2007, presenta un'orbita caratterizzata da un semiasse maggiore pari a 2,7505691 au e da un'eccentricità di 0,2226660, inclinata di 12,13847° rispetto all'eclittica.